# Lotyšsko na prvním místě
Lotyšsko na prvním místě, lotyšsky Latvija pirmajā vietā, zkráceně LPV, je lotyšská pravicová politická strana založená v srpnu 2021.

## Volební výsledky

### Volby do Saeima
| Volby | Počet hlasů | Hlasy v % | Počet mandátů | Pozice v parlamentu |
| ----- | ----------- | --------- | ------------- | ------------------- |
| 2022  | 57 033      | 6,31      | 9/100         | Opozice             |

### Volby do Evropského parlamentu
| Volby | Počet hlasů | Hlasy v % | Počet mandátů | Politická skupina EP | Evropská strana |
| ----- | ----------- | --------- | ------------- | -------------------- | --------------- |
| 2024  | 32 034      | 6,16      | 1/9           | P4E                  | ECPM            |